# 2810 Lev Tolstoj
2810 Lev Tolstoj este un asteroid din centura principală, descoperit pe 13 septembrie 1978 de Nikolai Cernîh.